# Lucien B. Caswell

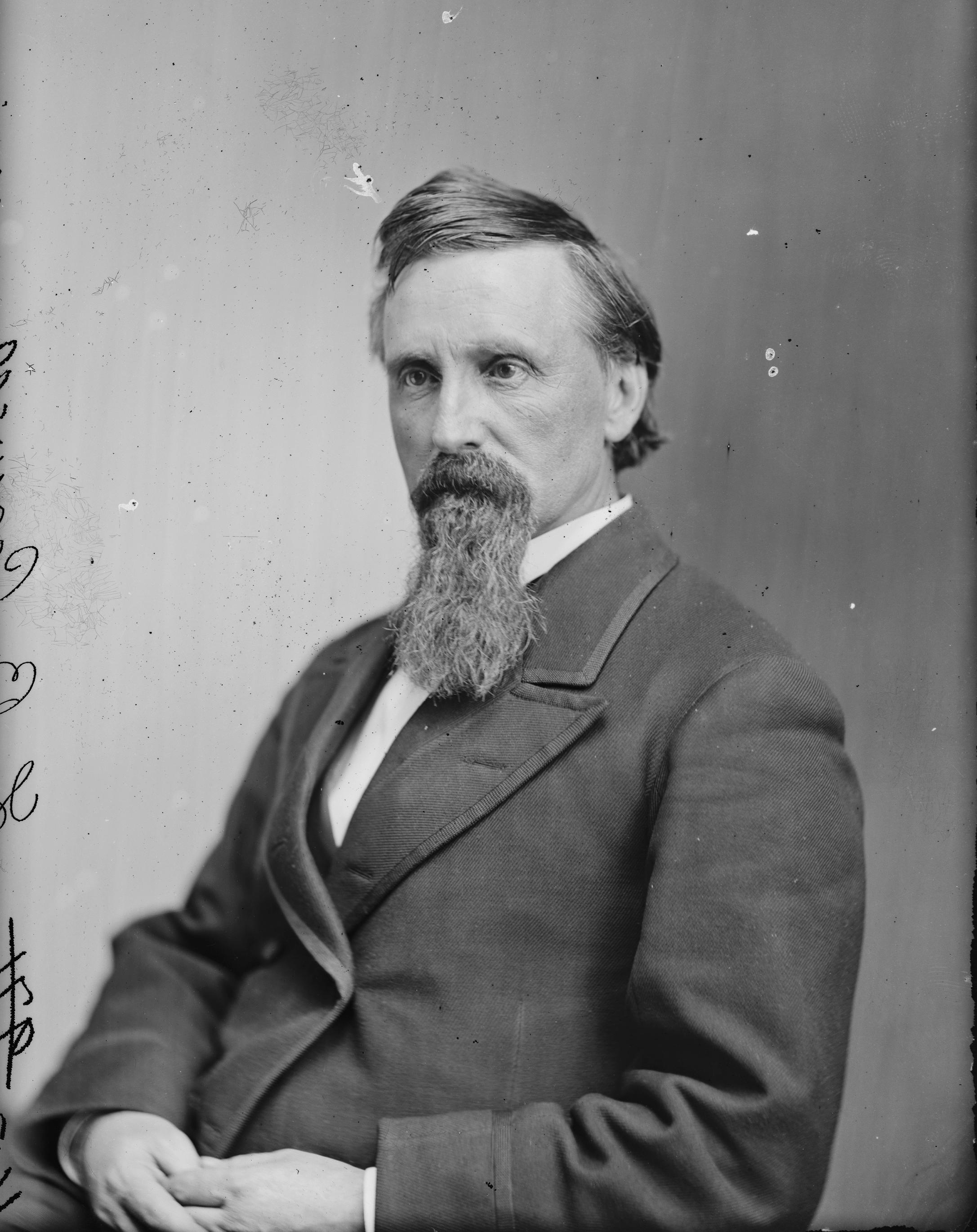
Lucien B. Caswell

Lucien Bonaparte Caswell (* 27. November 1827 in Swanton, Franklin County, Vermont; † 26. April 1919 in Fort Atkinson, Wisconsin) war ein US-amerikanischer Politiker. Zwischen 1875 und 1883 sowie nochmals von 1885 bis 1891 vertrat er den Bundesstaat Wisconsin im US-Repräsentantenhaus.

## Leben
Im Jahr 1837 kam Lucien Caswell mit seinen Eltern in das Wisconsin-Territorium. Die Familie ließ sich zunächst in der Nähe des Lake Koshkonong im Rock County nieder. Er besuchte die dortigen öffentlichen Schulen, die Milton Academy und das Beloit College. Nach einem anschließenden Jurastudium und seiner im Jahr 1851 erfolgten Zulassung als Rechtsanwalt begann er in Fort Atkinson in seinem neuen Beruf zu arbeiten. In den Jahren 1855 und 1856 war Caswell Bezirksstaatsanwalt im dortigen Jefferson County. In Fort Atkinson war er fast 65 Jahre lang Mitglied im Schulrat. 1863 war er Mitbegründer der First National Bank of Fort Atkinson. Im Jahr 1866 gründete er die Firma Northwestern Manufacturing Co. und 1885 die Citizens’ State Bank.
Politisch war Caswell Mitglied der Republikanischen Partei. In den Jahren 1863, 1872 und 1874 wurde er in die Wisconsin State Assembly gewählt. Zwischen September 1863 und Mai 1865 gehörte er während des Bürgerkrieges im zweiten Wehrbezirk der Einberufungsbehörde an. Im Jahr 1868 war Caswell Delegierter zur Republican National Convention in Chicago, auf der Ulysses S. Grant als Präsidentschaftskandidat nominiert wurde. Bei den Kongresswahlen des Jahres 1874 wurde er im zweiten Wahlbezirk von Wisconsin in das US-Repräsentantenhaus in Washington D.C. gewählt, wo er am 4. März 1875 die Nachfolge von Gerry Whiting Hazelton antrat. Nach drei Wiederwahlen konnte er bis zum 3. März 1883 vier Legislaturperioden im Kongress absolvieren. Für die Wahlen des Jahres 1882 wurde er von seiner Partei nicht mehr nominiert.
Zwei Jahre später, im Jahr 1884, wurde Caswell im ersten Distrikt von Wisconsin erneut in das US-Repräsentantenhaus gewählt. Dort löste er am 4. März 1885 John Winans ab. Nach zwei Wiederwahlen konnte er bis zum 3. März 1891 drei weitere Legislaturperioden im Kongress verbringen. Ab 1889 war er Vorsitzender des Ausschusses, der sich mit privaten Landansprüchen befasste. Im Jahr 1890 verfehlte er die Nominierung seiner Partei für eine weitere Amtszeit im Repräsentantenhaus. Nach seinem Ausscheiden aus dem Kongress zog sich Lucien Caswell aus der Politik zurück. Er arbeitete in den folgenden Jahren wieder als Anwalt in Fort Atkinson. Dort ist er am 26. April 1919 auch verstorben.